# Galium rzedowskii
Galium rzedowskii es una especie de planta fanerógama de la familia Rubiaceae.

## Clasificación y descripción de la especie
Plantas herbáceas perennes, procumbentes, tallos glabros, hasta 80 cm de alto. Hojas de 5 hasta 25 mm de largo; filiformes a lineares, glabras, excepto por algunos pelos cortos y curvados en las márgenes; inflorescencia en racimos laxos y con pocas flores sobre ramillas laterales y filiforme; flores perfectas; corolas rotadas de color crema; frutos secos aproximadamente de 2 mm de ancho con 2 mitades cerebriformes unidas por la mitad y separándose en la madurez, densamente pilosas.

## Distribución de la especie
Se localiza en México, al norte y al este del estado de San Luis Potosí.

## Ambiente terrestre
Se desarrolla sobre lomeríos calcáreos, entre 1350 y 1700 m s.n.m.

## Estado de conservación
No se encuentra bajo ninguna categoría de riesgo en las normas mexicanas e internacionales (Norma Oficial Mexicana 059).